# Женщина, которая упала на Землю
«Же́нщина, кото́рая упа́ла на Зе́млю» — первая серия одиннадцатого сезона британского научно-фантастического сериала «Доктор Кто». Премьера серии состоялась 7 октября 2018 года на канале BBC One. Сценарий к эпизоду написал новый шоураннер сериала Крис Чибнелл, режиссёром стал Джейми Чайлдс.
Для Чибнелла данная серия стала первой, при производстве которой он выступил главным сценаристом и исполнительным продюсером, заменив на обеих должностях Стивена Моффата, покинувшего проект после десятого сезона. Также с выходом «Женщины, которая упала на Землю» началась третья производственная эра в истории возрождённого сериала — «эра Чибнелла» (по аналогии с эрой Расселла Ти Дейвиса и эрой Моффата названа в честь шоураннера проекта). Кроме того, впервые в истории шоу серия «Доктора Кто» вышла в воскресенье, до этого эпизоды традиционно показывались в субботу.
В серии был представлен Тринадцатый Доктор, роль которого исполнила Джоди Уиттакер. Брэдли Уолш, Тосин Коул и Мандип Гилл сыграли новых спутников (Грэма О’Брайена, Райана Синклера и Ясмин Хан соответственно). В качестве приглашённых звёзд в серии появились Шерон Д. Кларк, Джонни Диксон и Сэмюэл Оутли.
В отличие от большинства серий, у «Женщины, которая упала на Землю» нет начальной заставки.

## Сюжет
Райан Синклер страдает диспраксией, из-за чего не может научиться кататься на велосипеде, несмотря на поддержку со стороны его бабушки Грейс и её второго мужа Грэма. После очередного неудачного падения Райан выбрасывает велосипед со скалы, из-за чего вынужден спуститься вниз, чтобы его найти. Во время поисков велосипеда молодой человек видит, как прямо перед ним в воздухе появляется светящаяся фигура. Когда он к ней прикасается, на земле вдруг оказывается нечто большое в форме луковицы. Райан звонит в полицию, и на место происшествия прибывает его старая школьная подруга, Ясмин «Яс» Хан. Тем временем Грейс и Грэм едут на поезде в Шеффилд, когда поезд неожиданно останавливается. Оба и ещё один пассажир, Карл, видят, как по вагонам пролетает странная сфера, будто состоящая из электрических щупалец. Объект стреляет в них энергетическими стрелами, после чего исчезает. Райан, получив звонок от родственников, вместе с Ясмин направляется к поезду. В это время Доктор внезапно падает через потолок вагона, в котором они находятся.
Несмотря на то что Доктор только восстановила воспоминания, она решает заняться расследованием данного инцидента. Райан, Грейс, Грэм и Яс решают помочь Повелительнице времени, а Карл предпочёл забыть о случившемся и сбежал. Райан рассказывает о луковке и даже показывает место, где она упала, но обнаруживается, что кто-то ещё нашёл её и увёз. Также выясняется, что каждому из них в тело рядом с ключицей была имплантирована ДНК-бомба и неизвестно, когда она взорвётся. Перепрограммировав телефон Райана в следящее устройство, Доктор находит место, куда увезли луковку. Они отслеживают её до склада, где сталкиваются с ещё одним пришельцем, как раз вылупившимся из луковки. Изучив склад, компания выясняет, что эту луковку увёз парень по имени Рахул, связавший её с исчезновением своей сестры, а когда пришелец вышел из луковки, то убил Рахула холодом. Исследуя остатки луковки, Доктор понимает, что ей срочно необходима звуковая отвёртка, поэтому она создаёт её из того, что смогла найти на складе.
Грэму звонит друг и сообщает, где находится сфера. Перехватив и обезвредив её, Доктор выясняет, что фактически перед ними биологическое оружие, состоящее из органического материала и Катушек Сбора, предназначенных для накопления информации. И в данный момент в них содержится информация о Карле. На группу нападает пришелец, который называет себя Тцим-Ша, представителем воинственной расы стенза. В данный момент Тцим-Ша совершает ритуал охоты, а Карл является его добычей. Ясмин указывает, что сестра Рахула стала жертвой предыдущей охоты. Доктор считает, что Тцим-Ша использует Катушки Сбора бесчестно, и требует отказаться от охоты и покинуть Землю, однако стенза говорит, что ДНК-бомбы использовались для того, чтобы в охоте ему никто не мешал.
Тцим-Ша сбегает с загруженными данными о Карле, Доктор и её спутники решают спасти парня. Они выясняют, что Карл работает на строительную компанию и управляет подъёмным краном. Доктор пытается уговорить Карла перепрыгнуть с его крана на соседний, но парень боится. Когда он решается, Тцим-Ша хватает его. В результате этого Доктор сама вынуждена перепрыгнуть на кран Карла. Привлекая внимание стензы, Доктор вспоминает, кто она такая, и требует от пришельца покинуть Землю. Тцим-Ша не желает её слушать и активирует ДНК-бомбы. Однако, как выяснилось, Повелительница времени уже извлекла их из людей и поместила обратно в Катушки Сбора, после чего Тцим-Ша поглотил их вместе с информацией о Карле. Пока стенза пытается покинуть Землю, Грейс и помогающий ей Грэм уничтожают Катушки Сбора, но при этом Грейс оказывается смертельно ранена и умирает.
Райан записывает видео, в котором признаётся, насколько важное место занимала бабушка в его жизни, после чего вновь и вновь пытается научиться кататься на велосипеде, чтобы по достоинству оценить её поддержку. После похорон Грейс Доктор объявляет, что должна найти свою ТАРДИС, а значит, покинуть Землю. Найдя себе новую одежду и сконструировав устройство для перемещения, она прощается со спутниками и телепортируется. Доктор оказывается посреди космоса и понимает, что спутники переместились вместе с ней и ТАРДИС здесь нет.

## Производство
Первый эпизод одиннадцатого сезона «Доктора Кто» знаменует собой начало новой эры: это не только первый эпизод Тринадцатого Доктора, которую играет Джоди Уиттакер, начиная с финальной сцены «Дважды во времени», но и первый эпизод, в котором Крис Чибнелл выступает как главный сценарист и исполнительный продюсер, взявший на себя ответственность за сериал после ухода Стивена Моффата (занимал обе должности между 2010 и 2017 годами). Чибнелл ранее уже написал эпизоды для сериала: «42» (2007 года), «Голодная Земля» (2010 года), «Динозавры на космическом корабле» и «Сила трёх» (2012 года). Также исполнительными продюсерами, наряду с Чибнелом, выступили Мэтт Стрэвенс и Сэм Хойл.
20 февраля 2018 года на витрине BBC Worldwide был представлен новый логотип сериала, созданный творческим объединением Little Hawk и включавший особую линию, перечёркивавшую надпись. В том же месяце о своём уходе объявил Мюррей Голд, постоянный композитор сериала, и отметил, что для одиннадцатого сезона музыку будет писать другой человек. 26 июня 2018 года стало известно, что новым композитором станет выпускник Королевской Бирмингемской консерватории Сегун Акинола.

### Кастинг

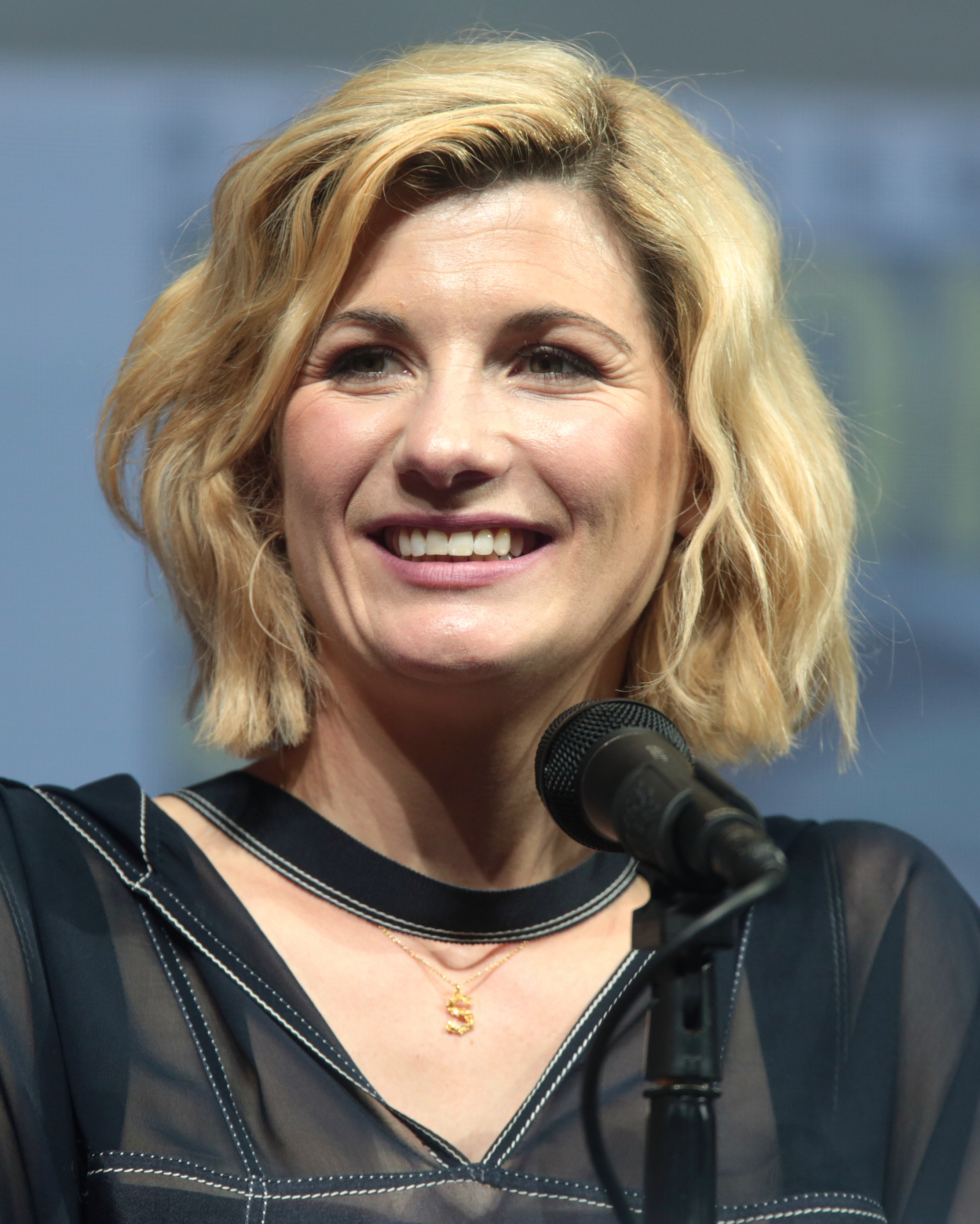
Уитакер на Комик-коне в Сан-Диего 2018 года, где она представила первый полный сезон со своим участием.

«Женщина, которая упала на Землю» является первым полноценным эпизодом «Доктора Кто» с участием Джоди Уиттакер в роли Тринадцатого Доктора. Её предшественник Питер Капальди покинул шоу после десятого сезона, ставшего для него третьим и последним. В последний раз Капальди сыграл своего персонажа, Двенадцатого Доктора, в рождественском эпизоде 2017 года. В феврале 2017 года Моффат раскрыл, что Чибнелл пытался уговорить актёра остаться ещё на один сезон, однако ему это не удалось..
Поиски нового актёра на роль Доктора начались в 2017 году, после того как Чибнелл завершил работу над третьим сезоном сериала «Убийство на пляже» для телеканала ITV. При выборе нового актёра за Чибнеллом было последнее слово, однако голоса Шарлотты Мур и Пирса Венгера, ответственной за контент и главы отдела драмы BBC соответственно, также имели вес. 16 июля 2017 года, сразу после завершения финала Уимблдонского чемпионата среди мужчин, было объявлено, что очередное воплощение Доктора сыграет Джоди Уиттакер.
Кроме того, в эпизоде у Доктора появляются новые спутники. Брэдли Уолш, Тосин Коул и Мандип Гилл сыграли Грэма, Райана и Яс соответственно. Актриса Шерон Д. Кларк также появляется в серии, в роли бабушки Райана и жены Грэма, Грейс. Также среди приглашённых актёров можно заметить Джонни Диксона и Сэмюэла Оутли.

### Съёмки
Режиссёрское кресло данного эпизода, а также седьмого, который входит с ним в первый производственный блок, занял Джейми Чайлдс. Также Чайлдс снял тизер, в котором впервые была представлена Джоди Уиттакер в роли Тринадцатого Доктора.
Подготовка к съёмкам первого эпизода началась в конце октября 2017 года и должна была завершиться к концу года. Тем не менее съёмочный процесс начался раньше запланированного, уже в ноябре 2017 года. Было решено, что одиннадцатый сезон будет более кинематографичным, поэтому операторы впервые в истории проекта использовали широкоугольные объективы Cooke и Angénieux.

### Продвижение
Первый тизер сезона был выпущен во время финала Чемпионата мира по футболу 2018 15 июля 2018 года, почти ровно через год после объявления Уиттакер Тринадцатым Доктором. Уиттакер, Гилл, Коул, Чибнелл и Стривенс продвигали шоу на панели на Comic-Con в Сан-Диего 19 июля 2018 года, на котором был выпущен первый трейлер.

## Трансляция и критика
| Совокупная оценка    | Совокупная оценка |
| Источник             | Оценка            |
| -------------------- | ----------------- |
| Metacritic           | [ 24 ]            |
| Оценки критиков      |                   |
| Источник             | Оценка            |
| The A.V. Club        | B                 |
| Entertainment Weekly |                   |
| IndieWire            |                   |
| IGN                  | 8.7               |
| New York Magazine    |                   |
| Radio Times          | [ 27 ]            |
| Daily Mirror         | [ 28 ]            |
| The Telegraph        | [ 29 ]            |

### Телевидение
Общий хронометраж «Женщины, которая упала на землю» составил 63 минуты, в то время как последующие эпизоды будут длиться по 50 минут. Эпизод транслировался одновременно в Великобритании по BBC One и в США по BBC America. Кроме того, как и спецвыпуск «День Доктора», а также эпизод девятого сезона «Не спите больше», серия не имеет начальных титров.

### Премьеры в кинотеатрах
Премьера эпизода на больших экранах состоялась 24 сентября 2018 года в Шеффилде, в кинотеатре «Light Cinema», в рамках торжественного мероприятия, посвящённого выходу первого эпизода одиннадцатого сезона. Также показы прошли в Бразилии 7 октября, России, Украине, Белоруссии, Казахстане и Азербайджане 7 и 8 октября, Австралии 8 октября и США 10 и 11 октября 2018 года.

### Рейтинги
За один вечер эпизод посмотрело более чем 8,2 миллионов зрителей, что является самым высоким показателем со дня выхода на экраны серии «Время Доктора» (2013 год), который увидело 8,3 миллионов зрителей. Доля телезрителей составила 40,1 %. Также это фактически самый высокий результат среди премьер сезонов, уступающий лишь серии «Соучастники» (2008 год) c её 8,40 миллионами зрителей. Общий рейтинг серии составил 10,96 миллионов зрителей, что делает её самой популярной первой серией сезона за всю историю сериала и самой популярной серией со времён выхода серии «Время Доктора». Серия получила индекс оценки, равный 83 (из 100).
В США вечерний показ на канале BBC America, организованный одновременно с мировой премьерой, посмотрело 1,37 миллионов зрителей, общий рейтинг составил 2,6 миллионов зрителей.

### Отзывы
На агрегаторе рецензий Rotten Tomatoes первый эпизод получил 94 % положительных рецензий со средней оценкой 7,59 из 10 на основе 15 рецензий. На сайте Metacritic, учитывающий лишь среднюю оценку, у эпизода 75 баллов из 100 на базе 4 отзывов, что соответствует «преимущественно положительным отзывам».